# Pan-Amerikaanse Gezondheidsorganisatie

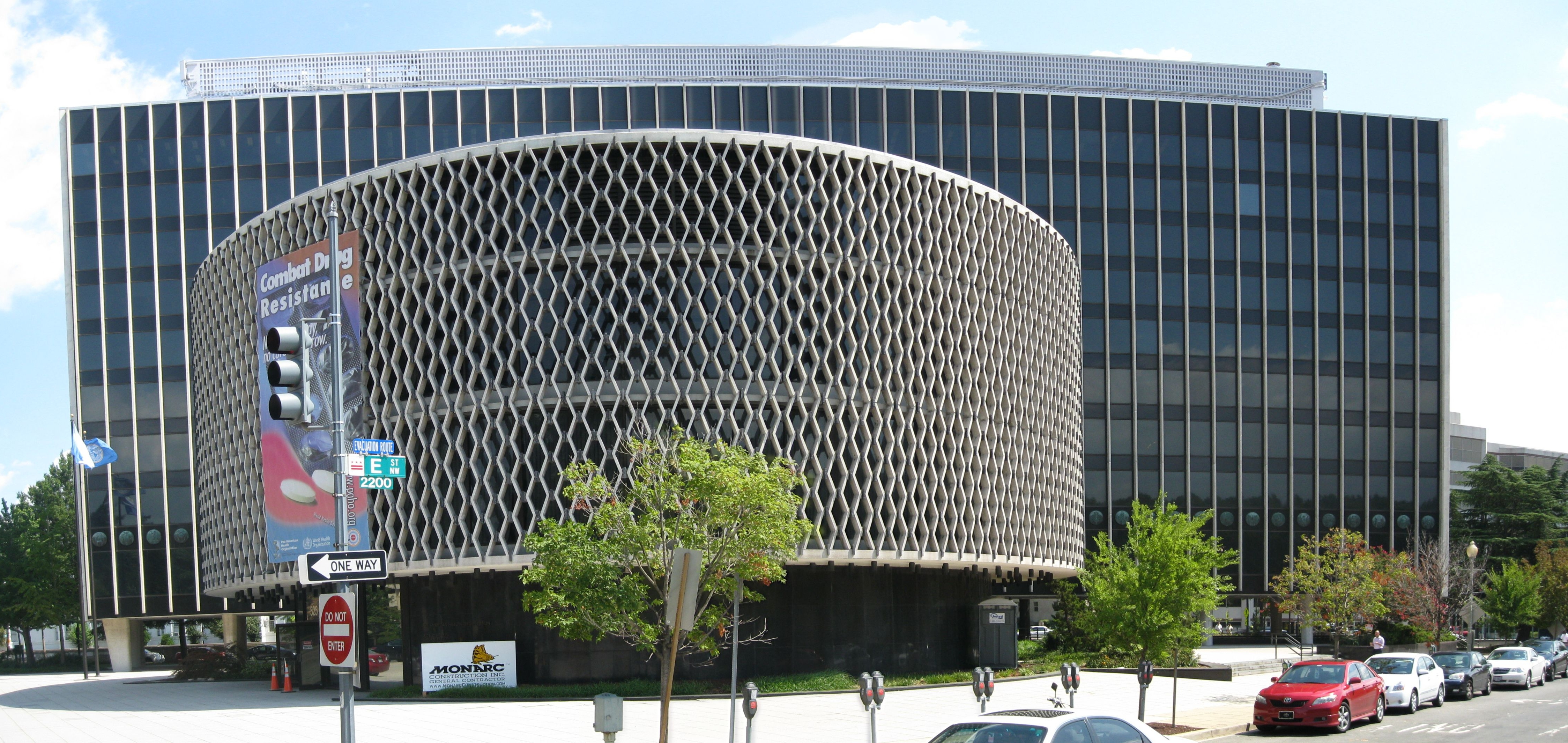
Hoofdvestiging in Washington D.C.

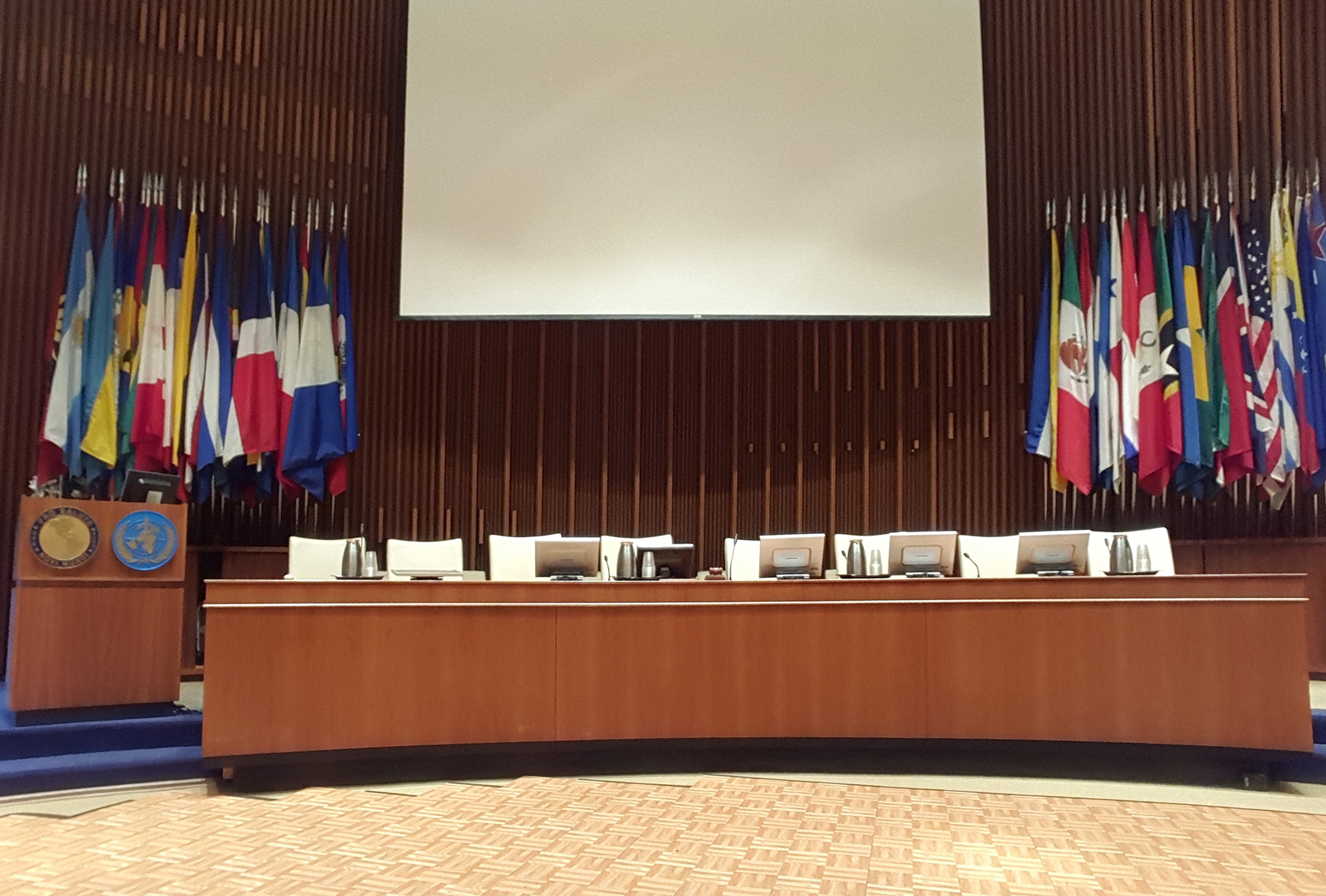
Hoofdzaal

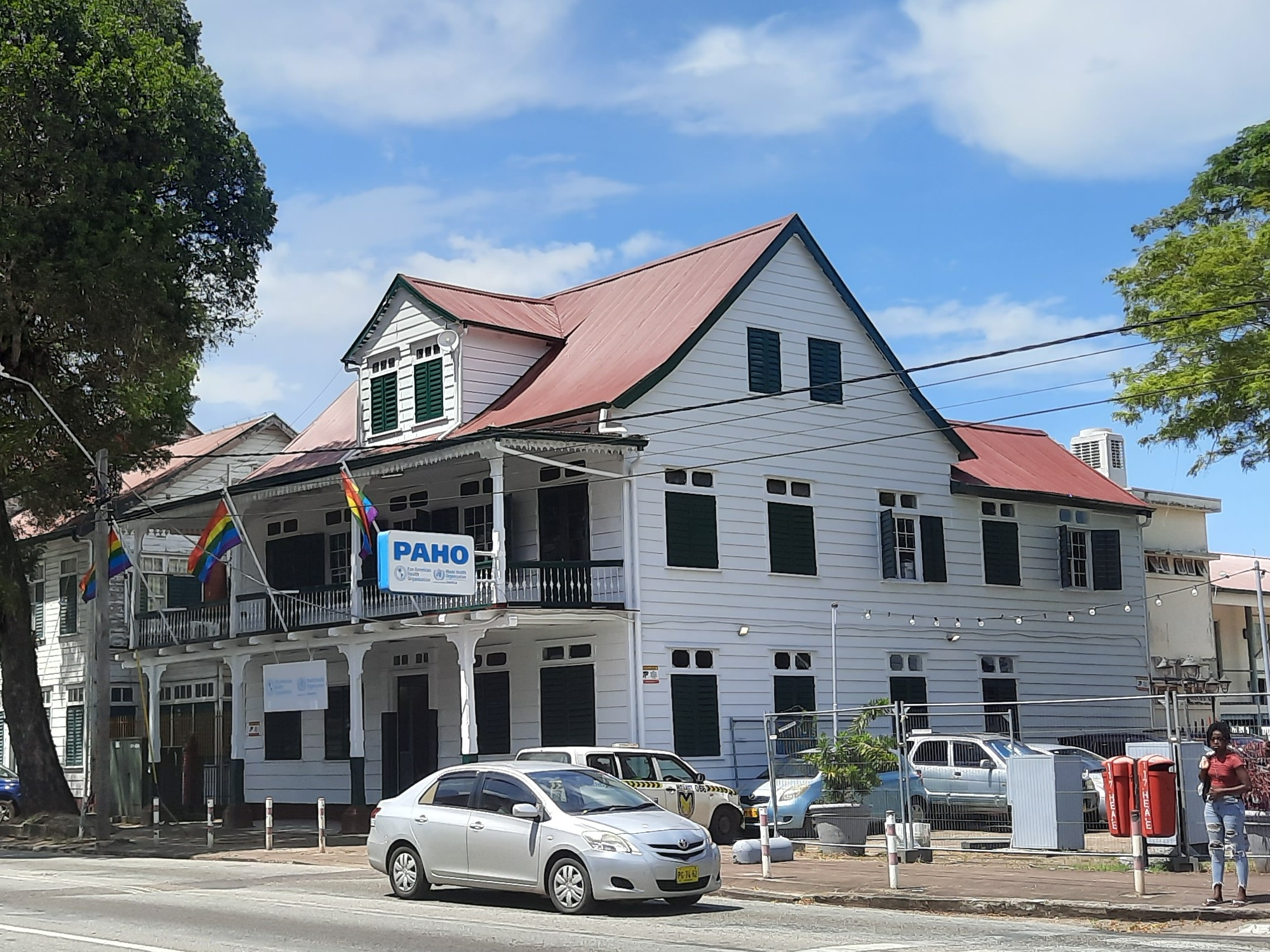
Vestiging in Paramaribo, Suriname

De Pan-Amerikaanse Gezondheidsorganisatie (Pan American Health Organization, PAHO) is een internationale organisatie met het Amerikaanse continent als werkgebied. De PAHO is gevestigd in Washington D.C.
De PAHO is een regionale organisatie van de Wereldgezondheidsorganisatie (WHO). Volgens artikel 54 van de statuten van de Wereldgezondheidsorganisatie van 22 juli 1946 was het de bedoeling om te fuseren met de WHO, wat uiteindelijk niet gebeurd is. 
De werktalen zijn Engels, Spaans, Portugees en Frans. De PAHO werd sinds 2012 geleid door Carissa Etienne (1952-2023); haar termijn werd in 2017 verlengd met vijf jaar.

## Leden
Er zijn 35 Amerikaanse lidstaten: 
| Land                           | Toetreding        |
| ------------------------------ | ----------------- |
| Antigua en Barbuda             | 20 september 1982 |
| Argentinië                     | 27 september 1937 |
| Bahama's                       | 8 oktober 1974    |
| Barbados                       | 2 oktober 1967    |
| Belize                         | 20 september 1982 |
| Bolivia                        | 22 maart 1929     |
| Brazilië                       | 29 oktober 1929   |
| Canada                         | 27 september 1971 |
| Chili                          | 3 oktober 1929    |
| Colombia                       | 21 juni 1933      |
| Costa Rica                     | 13 december 1926  |
| Cuba                           | 22 juni 1925      |
| Dominica                       | 21 september 1981 |
| Dominicaanse Republiek         | 18 november 1929  |
| Ecuador                        | 27 september 1930 |
| El Salvador                    | 28 mei 1926       |
| Grenada                        | 29 september 1977 |
| Guatemala                      | 10 mei 1933       |
| Guyana                         | 2 oktober 1967    |
| Haïti                          | 25 juni 1926      |
| Honduras                       | 15 januari 1957   |
| Jamaica                        | 23 augustus 1962  |
| Mexico                         | 1 maart 1929      |
| Nicaragua                      | 17 december 1927  |
| Panama                         | 9 maart 1929      |
| Paraguay                       | 14 juni 1939      |
| Peru                           | 20 november 1926  |
| Saint Lucia                    | 22 september 1980 |
| Saint Kitts en Nevis           | 24 september 1984 |
| Saint Vincent en de Grenadines | 21 september 1981 |
| Suriname                       | 29 september 1976 |
| Trinidad en Tobago             | 20 september 1963 |
| Uruguay                        | 14 december 1928  |
| Venezuela                      | 13 maart 1933     |
| Verenigde Staten               | 28 maart 1925     |

### Geassocieerde leden
- Aruba
- Curacao
- Puerto Rico
- Sint Maarten

### Deelnemende staten
- Frankrijk
- Nederland
- Verenigd Koninkrijk

### Waarnemerstatus
- Portugal
- Spanje